# ビーバートン (オレゴン州)
ビーバートン（英: Beaverton）は、アメリカ合衆国オレゴン州ワシントン郡にある都市。人口は9万7494人（2020年）。ポートランドの12キロメートル西方、テュアラティン川渓谷に位置する。
『マネー』誌の「全米で居住に適した小都市100傑」に選ばれた。
また日本の静岡県御殿場市と友好都市である。

## 歴史
『オレゴン・ジオグラフィック・ネームズ』によれば、ビーバートンの語源はこの地に定住した集落の近郊に、ビーバーが作ったダムに由来する大きな水地帯が存在したことによる。
後にビーバートンとなったテュアラティン渓谷一帯は、アトファラティ（Atfalati）もしくはテュアラティン（Tualatin）と呼ばれる民族が先住していた。この狩猟採集民族はこの土地に、「ビーバーの地」という意味のチャケイピ（Chakeipi）と呼ばれる村を形成していた。アトファラティの人口は18世紀後半になると徐々に減少を始め、西洋人が最初に来訪した19世紀には既にアトファラティは同土地の主要民族ではなくなっていた。

### 19世紀
初期の入植者はこの土地はビーバーダム（Beaverdam）と呼んだ。初期の入植者の中には、現在のショールズ・フェリー・ロードとホール通りの近くに住んだホール家（ケンタッキー州出身）とデニー家、及びニューヨーク州西部出身で現在の南西アレン通りとホール通りの近くに住んだオリン・S・アレンがいた。
- 1847年：ローレンス・ホールがビーバーダムの640エーカー（2.6 km²）を購入し、現在のウォーカー通りの近くに製粉所を建設した。ホール通りは彼の名に因む。
- 1849年：トーマス・デニーがこの地域に移住し、最初の製材工場を建設した。デニー通りは彼の名に因む。
- 1860年：キャニオン通りと呼ばれるポートランドとビーバートンを結ぶ木材製の道路が完成。
- 1868年：ジョシュア・ウェルチ、ジョージ・ベッツ、チャールズ・エンジェル、W・P・ワトソン、ジョン・ヘンリーなどのこの土地の居住者が、鉄道線路を敷設を目指して沼地だらけだったこの土地を整備した。
- 1872年：ビーバートンで初めての郵便局が開局。雑貨屋を経営していたジョージ・ベッツが初代郵便局長として就任した。現在、郵便局が建つベッツ通りは彼の名に因む。
- 1893年：ビーバートン市として正式に法人化。人口400人。現地の実業家だったアロンゾ・キャディが初代市長に就任した。

### 20世紀
20世紀初頭、ビーバートンは多くの自動車販売特約店が拠点を置いていた。フォード・モーターの販売特約店は1915年にビーバートンに建てられた。同店は1923年にガイ・カーによって購入され、年々とカーはビーバートンの多くの場所に店舗を拡大していった。
1920年代初頭、ビーバートンにプレミアム・ピクチャー・プロダクションズと呼ばれる映画スタジオが拠点を置いた。同スタジオで15本の映画が撮影された。
この街で最初の図書館が1925年に開館した。当初、キャディ・ビルディングの2階を用いていた同図書館は、移転を繰り返し、2000年にホール通りにある現在の場所に移転された。
1980年代、ビーバートンとポートランドのダウンタウンを結ぶ輸送機関の建設を目指して、路面電車網の設置が提案された。1992年、投票でMAXライトレール乗り入れの財政的支援が承認された。同路線は1994年に工事が開始し、1998年に開通した。駅はミリカン通り、メルロ・ロードと南西158番通りの交差点、ビーバートン・クリーク、ビーバートン・セントラル、ビーバートン・トランジット・センターに建設された。

### 21世紀
2004年12月、ビーバートン市とワシントン郡は、ビーバートンをオレゴン州でポートランドに次ぐ第2位の大都市に導くための「暫定計画」を発表した。10年以上の期間を要するこの計画は、ワシントン郡から見れば市や特別区域に都市事業を提供させる利点があり、ビーバートン市から見れば、既に同市に囲まれた地域を始めとする一連の併合計画を促進させる利点がある。（土地所有者の承認無しでの土地の併合はオレゴン州法によって認められている。）ナイキはこの併合計画に反対する合法的な議案通過運動を展開した。この議案通過運動は早くも成功し、オレゴン立法議会は、ビーバートンがナイキの同意無しでナイキを併合することを禁止する上院法案（Senate Bill 887）を成立させた。ナイキは現在でも裁判を続けており、2006年7月現在までに360,000米ドル以上の税を消費した。
またビーバートン市とワシントン郡は、非法人地域の住居者に提供される都市事業を援助したビーバートンの資産家を対象とした「二重課税」の撤廃に取り組むことに同意した。
シーダーヒルズ、ローリーヒルズ、ガーデンホームなど、近隣の一部の非法人地域（ポートランドの一部の地区を含む）が、最初の10年間におけるこの計画の併合対象となった。プロヴィデンス・セント・ヴィンセント医療センターやテクトロニクスの所有地も併合対象となる。
最初の10年間が過ぎた後は、ベサニー、シーダーミル、アロアなどの地域が併合対象となる。もし、直ちに全ての地域がビーバートンに併合されたとすれば、市の人口は280,000人になると推定される。
多くの地域が併合に対する反対運動を展開しているが、その理由はビーバートンが課す高い税金と警察の活動方法（覆面によるシートベルト着用励行活動や写真レーダーの使用）にある。法廷闘争や選挙闘争によってビーバートンの併合計画の遅延が図られている。
2006年、マレーヒル・リトルリーグ野球チームは、オレゴンのチームとしては初めて、2006年度リトルリーグ・ワールドシリーズへの出場権が与えられた。マレーヒルは準決勝で敗退し、3位決定戦は雨で中止となった。さらにビーバートンのジュニア・ソフトボールチームがワシントン州カークランドで開かれた2006年度ワールドシリーズに出場し、6位の成績を残した。

## 経済
ビーバートンに本社を置く主要な企業は次の通りである。
- Beaverton Foods - 調味料メーカー。1929年、ビーバートンに本社設置。
- Reser's Fine Foods - 生鮮加工食品卸売業者。1960年、ビーバートンに本社設置。
- ナイキ - ビーバートン市に囲まれた非法人地域にあり、厳密にはビーバートン市内ではない。
- Columbia Sportswear - サンセット高等学校の隣に本社を置く。
- テクトロニクス - 電子機器製造企業。オシロスコープやロジック・アナライザを製造。
- IBMのオープンソース開発研究所・Linuxテクノロジーセンター - 元シークエント・コンピュータ[9]

市内の主要な小売店
- セダー・ヒルズ・クロシング

## 地理
ビーバートンは北緯45度28分47秒 西経122度48分36秒 / 北緯45.47972度 西経122.81000度(45.479686, -122.809954)に位置している。
アメリカ合衆国国勢調査局によれば、市の面積は42.3 km²（16.3mi²）で、全てが陸地である。

## 交通
- MAXライトレール

## 人口動静
2000年国勢調査で、この都市は人口76,129人、30,821世帯、及び18,646家族が暮らしている。人口密度は1,801.1/km2 (4,664.5/mi2) である。768.9/km2 (1,991.3/mi2)の平均的な密度に32,500軒の住宅が建っている。この都市の人種的な構成は白人78.31%、アフリカン・アメリカン0.67%、先住民0.36%、アジア9.65%、太平洋諸島系0.36%、その他の人種5.53%、及び混血3.74%である。人口の11.12%はヒスパニックまたはラテン系である。
30,821世帯のうち、32.3%が18歳未満の子供と一緒に生活しており、46.8%は夫婦で生活している。9.7%は未婚の女性が世帯主であり、39.5%は結婚していない。29.7%は1人以上の独身の居住者が住んでおり、7.1%は65歳以上で独身である。1世帯の平均人数は2.44人であり、結婚している家庭の場合は、3.07人である。
この都市内の住民は25.0%が18歳未満の未成年、18歳以上24歳以下が10.6%、25歳以上44歳以下が35.2%、45歳以上64歳以下が20.3%、及び65歳以上が9.0%にわたっている。中央値年齢は33歳である。女性100人ごとに対して男性は97.5人である。18歳以上の女性100人ごとに対して男性は94.9人である。
この都市の世帯ごとの平均的な収入は47,863米ドルであり、家族ごとの平均的な収入は60,289米ドルである。男性は41,683米ドルに対して女性は31,204米ドルの平均的な収入がある。この地域の一人当たりの収入 (per capita income) は25,419米ドルである。人口の5.0%及び家族の7.8%の収入は貧困線以下である。全人口のうち18歳未満の8.5%及び65歳以上の6.8%は貧困線以下の生活を送っている。

## 教育
ビーバートンの公立学校は、ビーバートン公立学区（Beaverton School District）の一部を形成している。私立の学校では、ドイツ系アメリカ人学校、ホーリー・トリニティ学校、イエズス高等学校、ポートランド・アカデミー、セント・セシリア小学校、セント・メアリーズ・アカデミー、セント・メアリーズ小学校、サウスウェスト教区学校、ヴァレー・カトリック学校、ヴァレー・カトリック中学校、ウッドヘヴン学校がビーバートンに拠点を置いている。
また、学習障害の生徒のための私立高等学校としてトーマス・A・エジソン高等学校がある。
高等教育機関では、ケンブリッジ・カレッジ（ハイテク・インスティテュートの一部）、マギー・ブラザーズ・ビーバートン美容学校、ポートランド州立大学の拡張キャンパスがある。

## 姉妹都市
- 新竹市（中華民国）
- ビロビジャン（ロシア）
- 天安市（大韓民国）
- クルーズ（フランス）
- 御殿場（日本）
- トロッシンゲン（ドイツ）